# Farwell (Nebraska)
Pour les articles homonymes, voir Farwell.
Farwell est un village du comté de Howard, dans l'État du Nebraska, aux États-Unis. En 2020, il comptait une population de 138 habitants.